# SS-Hauptamt
Le SS-Hauptamt (en français : bureau principal de la SS) ou SS-HA, était le bureau central de la Schutzstaffel jusqu'en 1945, l'une des principales organisations de l'Allemagne nazie.

## Formation
Le bureau remonte à 1931, lorsque la SS créa le SS-Amt, dont le rôle consistait à superviser les différentes unités de l'Allgemeine-SS. En 1933, après l’arrivée au pouvoir du parti nazi, le SS-Amt fut rebaptisé SS-Oberführerbereichen et placé à la tête de toutes les unités SS de l'Allemagne nazie. Cette agence est ensuite devenue la SS-HA le 30 janvier 1935 L’organisation supervisait les camps de concentration Allgemeine-SS, les SS-Verfügungstruppe (troupes spéciales) et les Grenzschutz (régiments de contrôle des frontières).
À la fin des années 1930, le pouvoir du SS-HA a continué de croître, devenant le bureau le plus vaste et le plus puissant de la SS, gérant presque tous les aspects de l'organisation paramilitaire. Cela comprenait les écoles d'officiers SS (SS-Junkerschule Bad Tölz), l'entraînement physique, la communication, les garnisons SS, la logistique et le soutien. Peu après le déclenchement de la Seconde Guerre mondiale en Europe, le SS-Verfügungstruppe s’étend rapidement pour devenir la Waffen-SS en 1940. À ce moment-là, le bureau du SS-Hauptamt ne peut plus administrer l’ensemble de l’organisation SS. En conséquence, la SS-HA a été réduite, perdant une grande partie de son pouvoir d'avant-guerre au profit du SS-Führungshauptamt (Bureau principal de la SS ; SS-FHA) et les principaux bureaux de l'Allgemeine-SS, tels que l'office central de la sécurité du Reich.

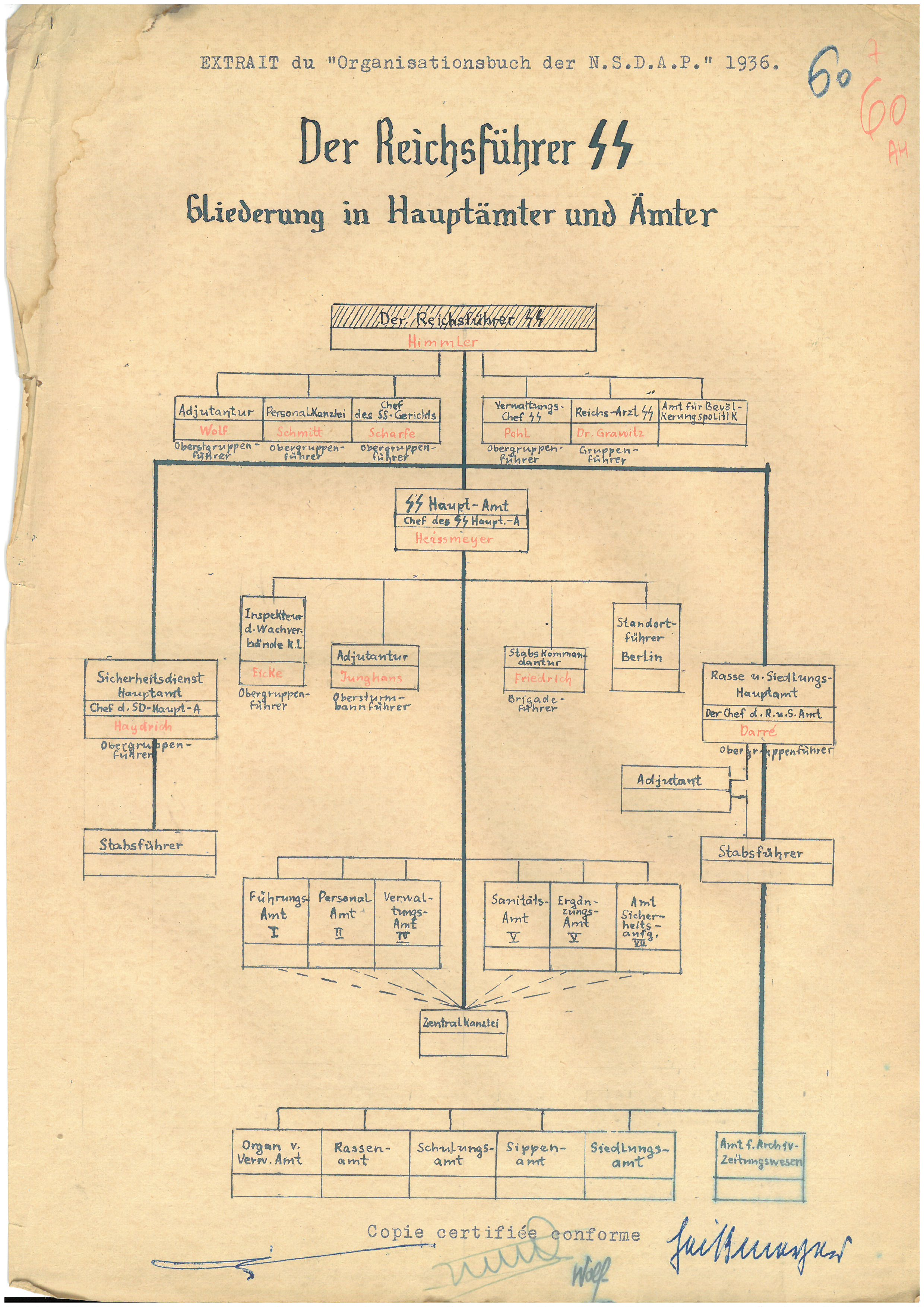
Organisation de la SS.

Le recrutement des membres de la Waffen-SS a été confié à la SS-HA, entraînant des chevauchements de compétences et des frictions avec la SS-FHA. Le SS-HA avait une relation problématique avec le SS-FHA, qui était responsable de l'organisation, de la formation et de l'équipement de la Waffen-SS. Au début de la guerre, pour faire face au nombre élevé de victimes et à l’agrandissement des divisions de campagne de la Waffen-SS, les membres de l’ Allgemeine SS étaient utilisés pour des campagnes de recrutement obligatoires par le SS-HA, tant pour la Waffen-SS que pour la SS-Totenkopfverbände. À partir de 1942, de nombreux membres du personnel travaillant pour des organisations SS ont également été recrutés dans la Waffen-SS pour répondre à ses besoins en main-d'œuvre.

## Organisation
En 1940, le SS-Hauptamt reste responsable des questions administratives telles que l’affectation de la main-d’œuvre, les fournitures, les mutations de personnel et les promotions. Le SS-HA comptait 11 départements (Amter ou Amtsgruppe):
- Amt Zentralamt (Bureau central)
- Amt Leitender Ärzt beim Chef SS-HA (médecin en chef)
- Amt Verwaltung (Administration)
- Amt Ergänzungsamt der Waffen-SS (Renforts de la Waffen-SS)
- Amt Erfassungsamt (Réquisition)
- Amt für Weltanschauliche Erziehung (Formation idéologique)
- Amt für Leibeserziehhung (Entraînement physique)
- Amt für Berufserziehung (Formation commerciale)
- Amt Germanische Leitstelle (Contrôle germanique)
- Amt Germanische Ergänzung (recrutement germanique)
- Amt Germanische Erziehung (Education germanique)

Le SS-HA était techniquement subordonné au Staff personnel du Reichsführer-SS, mais il restait en réalité autonome.

## Leadership
| № | Photo | Gouverneur                    | Prise de commandement | Fin de commandement | Durée de la fonction |
| - | ----- | ----------------------------- | --------------------- | ------------------- | -------------------- |
| 1 |       | Curt Wittje (de) (1894-1947)  | 12 février 1934       | 14 mai 1935         | 1 an, 91 jours       |
| 2 |       | August Heissmeyer (1897-1979) | 14 mai 1935           | 9 novembre 1939     | 4 ans, 179 jours     |
| 3 |       | Gottlob Berger (1896-1975)    | 1er décembre 1939     | 8 mai 1945          | 5 ans, 180 jours     |

## Après-guerre

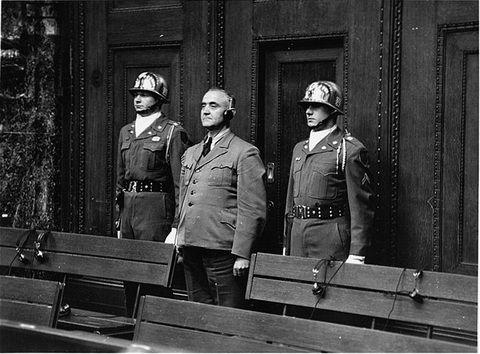
Gottlob Berger sur le banc accusés lors du procès de Nuremberg en 1946.

Après la fin de la Seconde Guerre mondiale en Europe, des membres de la SS-HA ont été accusés de crimes de guerre et de crimes contre l'humanité. Gottlob Berger, son ancien chef, fut arrêté en mai 1945 et jugé en 1949. Le procès contre Berger et ses coaccusés s'ouvrit le 6 janvier 1948 et s'acheva le 13 avril 1949. Berger fut condamné à 25 ans. emprisonnement, mais obtint un crédit pour les quatre années au cours desquelles il avait été placé en détention provisoire. Il fut libéré de la prison de Landsberg en 1951.